# Canton de Tallano-Scopamène
Le canton de Tallano-Scopamène est une ancienne division administrative française, située dans le département de la Corse-du-Sud et la collectivité territoriale de Corse. Son chef-lieu était Serra-di-Scopamène.

## Histoire
Créé en 1973, par fusion des cantons de Sainte-Lucie-de-Tallano et de Serra-di-Scopamène, il est supprimé par le décret du 24 février 2014, à compter des élections départementales de mars 2015. Il est englobé dans le canton du Sartenais-Valinco.

## Représentation

### Conseillers généraux du canton de Sainte-Lucie-de-Tallano (1833-1973)
- De 1833 à 1848, les cantons de Levie et de Sainte-Lucie-de-Tallano avaient le même conseiller général. Le nombre de conseillers généraux était limité à 30 par département[2].

| Période                                  | Période           | Identité                                    | Étiquette        | Qualité |
| ---------------------------------------- | ----------------- | ------------------------------------------- | ---------------- | --- |
| 1833                                     | 1834 (annulation) | Giudice Michel'Angelo Sanseverino Giacomoni |                  | Propriétaire et juge de paix de Sainte-Lucie                                                                     |
| 1834                                     | 1839              | Don Jean-Baptiste de Peretti                |                  | Notaire à Levie                                                                                                  |
| 1839                                     | 1848              | Giudice Michel'Angelo Sanseverino Giacomoni |                  | Propriétaire et juge de paix de Sainte-Lucie                                                                     |
| 1848                                     | 1852              | Don Jacques Panzani (1795-1872)             |                  | Propriétaire à Poggio-di-Tallano                                                                                 |
| 1852                                     | 1864              | Paul Augustin Panzani (1817-1892)           |                  | Propriétaire à Poggio-di-Tallano Juge de paix à Altagène                                                         |
| 1864                                     | 1871              | Jean-Charles Abbatucci                      | Bonapartiste     | Avocat, magistrat Député (1849-1851, 1872-1876, 1877-1881) Membre du Conseil d'État Président du Conseil général |
| 1871                                     | 1877              | Vincent Jérôme Ortoli (1828-1894)           |                  | Instituteur et propriétaire, maire d'Olmiccia                                                                    |
| 1877                                     | 1883              | M. Giaccomi                                 | Bonapartiste     | |
| 1883                                     | 1898              | Jacques Antoine Giacomoni                   | Républicain      | Avocat à Sainte-Lucie-de-Tallano                                                                                 |
| 1898                                     | 1907              | Léonce Arrii                                | Républicain      | Juge de paix à Sainte-Lucie-de-Tallano                                                                           |
| 1907                                     | 1919              | Jacques Orsatti                             | Républicain      | Professeur de rhétorique au lycée de Bastia                                                                      |
| 1919                                     | 1937              | Jacques Péroni (1885-1966)                  | RG               | Médecin, chirurgien Directeur de cabinet du Secrétaire d'Etat à la Marine                                        |
| 1937                                     | 1940              | Jules Gradassi                              | Rad.             | Pharmacien à Ajaccio, propriétaire, maire d'Altagène                                                             |
|                                          |                   |                                             |                  | |
| 1945                                     | 1951              | M. Camille Orsatti                          |                  | Maire de Sainte-Lucie-de-Tallano (1948-1953)                                                                     |
| 1951                                     | 1973              | Joseph Bernardini                           | Rad.ind. puis RI | Directeur adjoint au Ministère de l'industrie et du commerce                                                     |
| Les données manquantes sont à compléter. |                   |                                             |                  | |

### Conseillers d'arrondissement du canton de Sainte-Lucie de Tallano (de 1833 à 1940)
| Période                                  | Période | Identité             | Étiquette | Qualité |
| ---------------------------------------- | ------- | -------------------- | --------- | --- |
| 1833                                     | 1839    | M. Giacomoni         |           | Curé et maire de Sainte-Lucie-de-Tallano                                                                    |
|                                          |         |                      |           | |
| 1852                                     |         | Jules-Marie Panzani  |           | Médecin |
|                                          |         |                      |           | |
| avant 1877                               |         | Ferdinand Quilichini |           | Propriétaire à Sainte-Lucie-de-Tallano                                                                      |
|                                          |         |                      |           | |
| 1895                                     |         | Joseph Ortoli        |           | Maire d'Olmiccia                                                                                            |
|                                          |         |                      |           | |
| 1940                                     |         |                      |           | Les conseils d'arrondissement ont été suspendus par la loi du 12 octobre 1940 et n'ont jamais été réactivés |
| Les données manquantes sont à compléter. |         |                      |           | |

### Conseillers généraux du Canton de Serra-di-Scopamène (1833-1973)
- De 1833 à 1848, les cantons de Serra et de Petreto-Bicchisano avaient le même conseiller général. Le nombre de conseillers généraux était limité à 30 par département[2].

| Période                                  | Période | Identité                                         | Étiquette          | Qualité |
| ---------------------------------------- | ------- | ------------------------------------------------ | ------------------ | --- |
| 1833                                     | 1845    | Antonio Vincentello Colonna d'Istria (1790-1849) |                    | Propriétaire, maire de Sollacaro                                                                                    |
| 1845                                     | 1848    | Baron Ignace de Césari (1810-1879)               |                    | Propriétaire à Casalabriva et à Ajaccio, juge de paix                                                               |
| 1848                                     | 1871    | Séverin Paul Abbatucci                           | Bonapartiste       | Propriétaire à Zicavo Député (1852-1870 et 1871)                                                                    |
| 1871                                     | 1874    | M. Carlotti                                      |                    | |
| 1874                                     | 1877    | Joseph Marie Susini                              |                    | Propriétaire à Loreto-di-Tallano                                                                                    |
| 1877                                     | 1883    | Duc Horace de Choiseul-Praslin                   | Républicain Droite | Ancien militaire, maire de Maincy (Seine-et-Marne) Député de Seine-et-Marne (1869-1885) Député de Corse (1889-1893) |
| 1883                                     | 1889    | Jean Thomas Susini (1845-1927)                   | Républicain        | Médecin à Aullène                                                                                                   |
| 1889                                     | 1895    | Valère Filippi                                   | Républicain        | Avocat à Marseille                                                                                                  |
| 1895                                     | 1902    | Jean Thomas Susini                               | Républicain        | Médecin à Aullène                                                                                                   |
| 1902                                     | 1919    | François-Marie Leccia                            | Rad.               | Maire de Serra-di-Scopamène                                                                                         |
| 1919                                     | 1925    | M. Natali                                        | RG                 | |
| 1925                                     | 1937    | Camille Piétri                                   | Rad.ind.           | |
| 1937                                     | 1940    | M. Benedetti                                     | Rad.               | |
|                                          |         |                                                  |                    | |
| 1945                                     | 1951    | Marc Susini                                      | Rad.               | |
| 1951                                     | 1957    | Marc Serra                                       | Rad.               | |
| 10 février 1957                          | 1973    | Guillaume Milleliri                              | Rad. puis UDR      | Maire de Sotta (1947-1983)                                                                                          |
| Les données manquantes sont à compléter. |         |                                                  |                    | |

### Conseillers d'arrondissement du canton de Serra di Scopamène (de 1833 à 1940)
| Période                                  | Période | Identité                                                | Étiquette | Qualité |
| ---------------------------------------- | ------- | ------------------------------------------------------- | --------- | --- |
| 1833                                     | 1839    | Antoine Geoffroy (Antonio Goffredo) Mancini (1796-1875) |           | Pharmacien à Sartène                                                                                        |
| 1839                                     | 1845    | M. Pandolfi                                             |           | |
|                                          |         |                                                         |           | |
| 1852                                     | 1855    | Louis Panzani                                           |           | |
| 1855                                     |         | Barthélemy Leccia                                       |           | Greffier de la justice de paix, Serra-di-Scopamène                                                          |
|                                          |         |                                                         |           | |
| avant 1877                               |         | Don-Pierre Leccia                                       |           | Géomètre de première classe, maire de Serra-di-Scopamène                                                    |
|                                          |         |                                                         |           | |
| 1895                                     |         | M. Angelelli                                            |           | |
|                                          |         |                                                         |           | |
| 1940                                     |         |                                                         |           | Les conseils d'arrondissement ont été suspendus par la loi du 12 octobre 1940 et n'ont jamais été réactivés |
| Les données manquantes sont à compléter. |         |                                                         |           | |

### Conseillers généraux du Canton de Tallano-Scopamène (1973-2015)
| Période                                  | Période | Identité             | Étiquette   | Qualité                                                                                 |
| ---------------------------------------- | ------- | -------------------- | ----------- | --------------------------------------------------------------------------------------- |
| 1973                                     | 1976    | Joseph Bernardini    | RI          | Directeur adjoint au Ministère de l'industrie et du commerce                            |
| 1976                                     | 1988    | Jaby Pandolfi        | RI puis DVG | Maire de Serra-di-Scopamène                                                             |
| 1988                                     | 1994    | Paul Serra           | RPR         |                                                                                         |
| 1994                                     | 2001    | François Giacomoni   | DVD         | Maire de Sainte-Lucie-de-Tallano                                                        |
| 2001                                     | 2015    | Jean-Jacques Panunzi | SE puis UMP | Fonctionnaire territorial Président du Conseil général (2006-2015) Sénateur depuis 2014 |
| Les données manquantes sont à compléter. |         |                      |             |                                                                                         |

## Composition
Le canton de Tallano-Scopamène comprenait douze communes et comptait 1 382 habitants, selon le recensement de 2012 (population municipale).
| Nom                            | Code Insee | Intercommunalité   | Population (dernière pop. légale) |
| ------------------------------ | ---------- | ------------------ | --------------------------------- |
| Serra-di-Scopamène (chef-lieu) | 2A278      | CC de l'Alta Rocca | 107 (2014)                        |
| Altagène                       | 2A011      | CC de l'Alta Rocca | 43 (2014)                         |
| Aullène                        | 2A024      | CC de l'Alta Rocca | 184 (2014)                        |
| Cargiaca                       | 2A066      | CC de l'Alta Rocca | 52 (2014)                         |
| Loreto-di-Tallano              | 2A146      | CC de l'Alta Rocca | 51 (2014)                         |
| Mela                           | 2A158      | CC de l'Alta Rocca | 29 (2014)                         |
| Olmiccia                       | 2A191      | CC de l'Alta Rocca | 115 (2014)                        |
| Quenza                         | 2A254      | CC de l'Alta Rocca | 191 (2014)                        |
| Sorbollano                     | 2A285      | CC de l'Alta Rocca | 67 (2014)                         |
| Sainte-Lucie-de-Tallano        | 2A308      | CC de l'Alta Rocca | 442 (2014)                        |
| Zérubia                        | 2A357      | CC de l'Alta Rocca | 36 (2014)                         |
| Zoza                           | 2A363      | CC de l'Alta Rocca | 52 (2014)                         |

## Démographie
| 1975  | 1982  | 1990  | 1999  | 2006  | 2011  | 2012  |
| ----- | ----- | ----- | ----- | ----- | ----- | ----- |
| 1 948 | 1 508 | 1 373 | 1 261 | 1 305 | 1 394 | 1 382 |